# Urana Shire Council
Urana Shire Council is een Local Government Area (LGA) in de Australische deelstaat New South Wales. Urana Shire Council telt 1.333 inwoners. De hoofdplaats is Urana.